# 委託開發製造商
委託開發製造商（英語：Contract Manufacturing Organization 或 Contract Development and Manufacturing Organization，簡稱CMO或CDMO），一般是指在契约的基礎上，為制药产业的其他公司提供從药物研发到藥品製作的製造商。

## 歷史
在2008年世界金融危機之前，大約有75%的外包服務候選人是中小型生物技術和製藥公司。而在2008年世界金融危機之後，由於大幅增長和具備更合格的管理層，委託開發製造商行業開始由私募股權提供資金。